# Spokane County
Das Spokane County ist ein County im Bundesstaat Washington der Vereinigten Staaten. Das U.S. Census Bureau hat bei der Volkszählung 2020 eine Einwohnerzahl von 539.339 ermittelt. Der Sitz der Countyverwaltung (County Seat) befindet sich in Spokane, die zweitgrößte Stadt ist Spokane Valley.

## Geographie
Das County hat eine Fläche von 4612 Quadratkilometern, davon sind 4568 Quadratkilometer Land- und 44 Quadratkilometer (0,96 Prozent) Wasserfläche.

## Demografische Daten

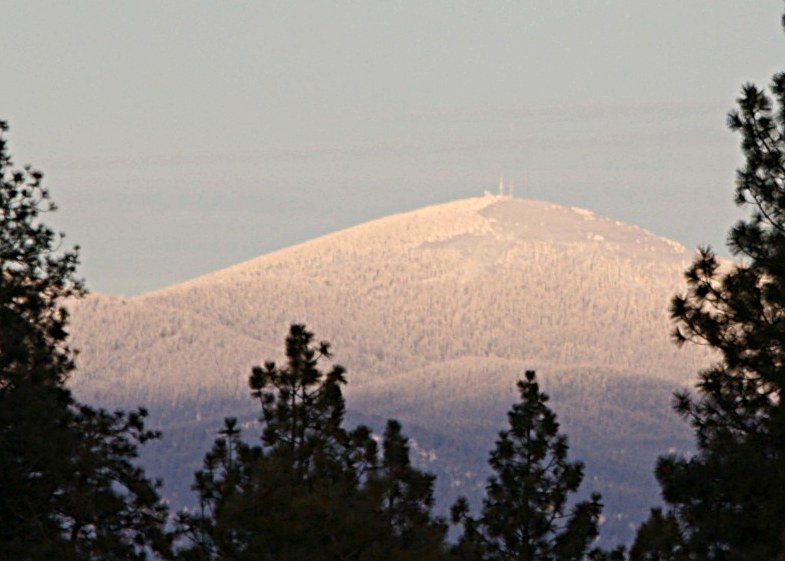
Der Mount Spokane

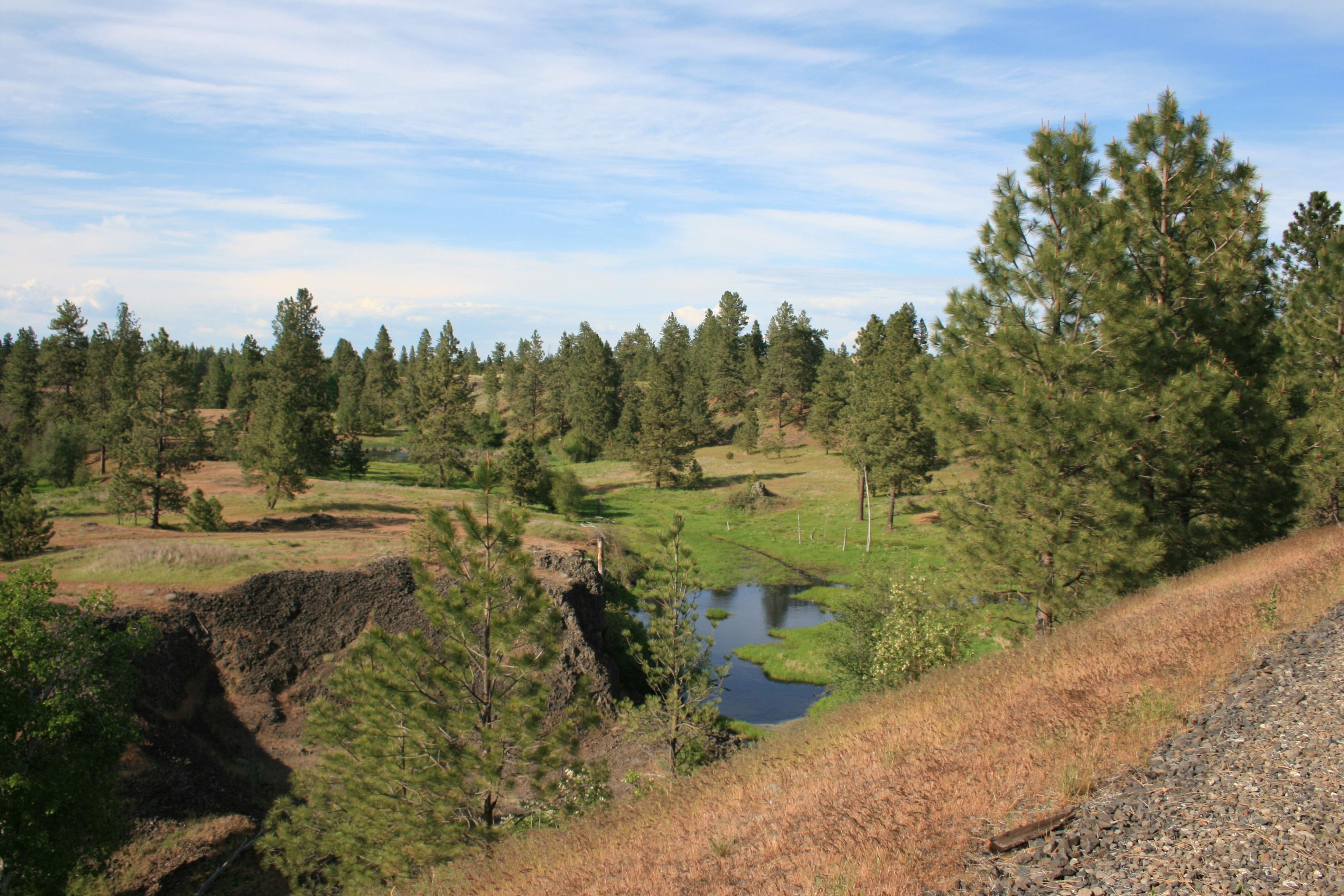
Der Columbia Plateau Trail

Nach der Volkszählung im Jahr 2000 lebten im County 417.939 Menschen. Es gab 163.611 Haushalte und 106.019 Familien. Die Bevölkerungsdichte betrug 92 Einwohner pro Quadratkilometer. Ethnisch betrachtet setzte sich die Bevölkerung zusammen aus 91,39 % Weißen, 1,59 % Afroamerikanern, 1,40 % Indianern, 1,88 % Asiatischen Amerikanern, 0,16 % Pazifischen Insulanern und 0,82 % aus anderen ethnischen Gruppen; 2,76 % stammten von zwei oder mehr ethnischen Gruppen ab. 2,77 % der Bevölkerung waren spanischer oder lateinamerikanischer Abstammung.
Von den 163.611 Haushalten hatten 32,40 % Kinder und Jugendliche unter 18 Jahre, die bei ihnen lebten. 49,90 % waren verheiratete, zusammenlebende Paare, 11,00 % waren allein erziehende Mütter. 35,20 % waren keine Familien. 28,10 % waren Singlehaushalte und in 9,60 % lebten Menschen im Alter von 65 Jahren oder darüber. Die Durchschnittshaushaltsgröße betrug 2,46 und die durchschnittliche Familiengröße lag bei 3,02 Personen.
Auf das gesamte County bezogen setzte sich die Bevölkerung zusammen aus 25,70 % Einwohnern unter 18 Jahren, 10,60 % zwischen 18 und 24 Jahren, 28,90 % zwischen 25 und 44 Jahren, 22,40 % zwischen 45 und 64 Jahren und 12,40 % waren 65 Jahre alt oder darüber. Das Durchschnittsalter betrug 35 Jahre. Auf 100 weibliche Personen kamen 96,40 männliche Personen, auf 100 Frauen im Alter ab 18 Jahren kamen statistisch 93,60 Männer.

Das jährliche Durchschnittseinkommen eines Haushalts betrug 37.308 USD, das Durchschnittseinkommen der Familien betrug 46.463 USD. Männer hatten ein Durchschnittseinkommen von 35.097 USD, Frauen 25.526 USD. Das Prokopfeinkommen betrug 19.233 USD. 12,30 % der Bevölkerung und 8,30 % der Familien lebten unterhalb der Armutsgrenze. 14,20 % davon waren unter 18 Jahre und 8,10 % waren 65 Jahre oder älter.